# Luis Vidales
Luis Vidales (Calarcá, Quindío, Colombia, 26 de julio de 1904-Bogotá, 14 de junio de 1990) fue un poeta y ensayista colombiano. Su primera obra, Suenan timbres (1926), es el mejor y casi único poemario vanguardista en Colombia, por la vocación de ruptura con los esquematismos y la búsqueda de nuevas formas para expresar la sensibilidad contemporánea; este libro fue muy valorado por Borges y Huidobro. En Bogotá fue miembro fundador del grupo literario Los Nuevos en el que participa de diversas tertulias literarias y políticas, junto a Luis Tejada, Ricardo Rendón y León de Greiff, entre otros.

## Biografía
Cuarto hijo de Roberto Vidales y Rosaura Jaramillo de Vidales, nació en la hacienda Río Azul, jurisdicción de Calarcá, el 26 de julio de 1904 según los registros bautismales, pero al parecer en realidad cuatro años antes (1900) según datos familiares (la guerra de los Mil Días y el hecho de que sus padres fueran liberales radicales y masones parece haber impedido su bautismo durante cuatro años). Los primeros años de su infancia transcurrieron en Honda, a donde la familia se había trasladado al terminar la guerra civil. Sus estudios primarios fueron dirigidos por su padre, de quien guardó siempre un recuerdo tierno y agradecido. Igualmente estuvo al cuidado de una vieja negra guineana, esclava manumisa.
La familia decidió establecerse en Bogotá cuando los cuatro hijos (Silvia, Roberto, Clara y Luis) llegaron a la edad de 17 para iniciar sus estudios secundarios. Luis Vidales hizo los suyos en el colegio del Rosario, de donde egresó con excelentes calificaciones y una clara vocación literaria, a los dieciséis años de edad. Participaba entonces en manifestaciones políticas en favor de los artesanos y trabajadores, en tertulias literarias juveniles y en discusiones ideológicas con liberales radicales, anarquistas y socialistas. Al mismo tiempo comenzó a trabajar en el Banco de Londres & América del Sud como jefe de contabilidad, pese a su juventud.
Estableció por aquellos años amistad con el cronista Luis Tejada y el caricaturista Ricardo Rendón, con quienes compartió audaces aventuras intelectuales y una ruidosa bohemia que sacudió y escandalizó las sombras estancadas de las noches bogotanas. Tejada, Rendón y Vidales colaboraron en El Espectador de manera regular y ocasionalmente en El Tiempo, que publicó por aquellos años un suplemento de homenaje a Charles Chaplin, dirigido por Vidales. Por esta época se conformó el grupo intelectual de Los Nuevos, en que se distinguieron como fundadores y participantes: Luis Vidales, Luis Tejada, Ricardo Rendón, León de Greiff, José Mar, Moisés Prieto, Felipe y Alberto Lleras, Carlos Lozano y Lozano y muchos otros escritores, poetas y periodistas.
En 1926 publicó su primer libro de poemas y la más importante de sus obras: Suenan Timbres, original creación que causó estupor, admiración y escándalo en los círculos intelectuales del país, todavía dominados por un tradicionalismo decadente. La edición se agotó en tres días. El autor de esos versos inverosímiles era agredido en plena calle por los defensores de la poesía de rima y sonsonete. En actitud provocadora, el joven Vidales salía a pasear a la carrera séptima llevando en la mano un bastón con empuñadura de plata que más de una vez empleó como garrote para defender su concepto de la literatura.
Buscando ampliar su visión del mundo viajó a Europa, donde estudió ciencias sociales y económicas con especialización en estadística en París, entre 1926 y 1929, con un intervalo de estadía en Italia (1928) durante el cual se desempeñó como cónsul de Colombia en Génova. Renunció a su cargo a raíz de la masacre de las bananeras y regresó a París, ciudad que fue la que más amó en la vida, junto con su tierra natal de Calarcá.
De regreso en Colombia formó parte del grupo fundador del Partido Comunista Colombiano (17 de julio de 1930) y llegó a ser su Secretario General en 1932. Se distinguió como agitador, organizador y propagandista. Dirigió varios periódicos de combate, entre ellos "Vox Populi" de Bucaramanga (1931), que después de haber sido un medio de expresión del socialismo revolucionario (1928-29) se sumó a las fuerzas del comunismo. En 1932 asumió como jefe de redacción del periódico "Tierra", órgano oficial del Partido Comunista bajo la dirección de Guillermo Hernández Rodríguez. Los comunistas tenían entonces cordiales relaciones de amistad con amplios sectores del liberalismo y la casa editorial de "El Tiempo", a través de Enrique Santos Montejo (Calibán) regalaba a los impresores de "Tierra" el plomo necesario para fundir los tipos cada vez que la economía estrangulaba al periódico comunista. Como redactor, Vidales desarrolló una enérgica campaña contra la guerra colombo-peruana, llamando a los soldados de ambas naciones a confraternizar en el frente y a "volver sus armas contra sus propios oficiales". Naturalmente, el periódico "Tierra" fue atacado por las turbas patrióticas y sus instalaciones fueron destruidas.
Su adhesión al caudillo popular Jorge Eliécer Gaitán lo llevó a ocupar importantes cargos en su movimiento, entre los cuales destaca el de columnista del diario "Jornada", órgano del gaitanismo. Ese aguerrido periódico continuó publicándose después de los hechos trágicos del 9 de abril de 1948, y en sus páginas continuó jugándose la vida, día a día, el periodista Luis Vidales. Luego vino un período de dura clandestinidad durante el cual colaboró activamente en las redes de información y abastecimientos de la guerrilla liberal (1948-1952).
En 1952 se hizo cargo de la dirección de propaganda de los censos nacionales, puesto que desempeñó hasta comienzos de 1953. Pero la situación política derivada de la violencia se había hecho insostenible para él y esto lo condujo finalmente al exilio: en 1953 recibió asilo político, con su esposa Paulina y sus hijos Luz, Carlos, Ximena y Leonardo, en Chile. Allí vivió durante once años, trabajando en la Dirección Nacional de Estadística y dictando cátedra de Estética e Historia del Arte. Desde el destierro continuó escribiendo en las páginas de "El Espectador", "El Tiempo", el "Boletín Cultural y Bibliográfico" del Banco de la República y otras publicaciones colombianas.
En 1956 ganó un concurso convocado para la producción de una biografía del difunto presidente radical de Chile, Juan Antonio Ríos, pero su trabajo (Juan Antonio Ríos, biografía de una voluntad) no pudo ser publicado, a pesar del premio, debido a presiones de la poderosa familia Alessandri, que no salía muy bien parada en la obra.
A su regreso a la patria, Vidales trabajó como experto en el Departamento Administrativo Nacional de Estadísticas (DANE).
En 1979 durante el gobierno de Julio César Turbay Ayala, unidades militares allanaron su hogar y detienen arbitrariamente al poeta junto a su esposa, bajo la excusa de tener orden de captura contra otra persona y de buscar armas del grupo guerrillero M-19. Semejante atropello fue rechazado por la opinión pública nacional e internacional y los mensajes de protesta inundaron las oficinas del ejecutivo y sedes diplomáticas en todo el mundo. Entre los muchos firmantes destacados, estuvo el filósofo francés Jean-Paul Sartre demandando su libertad inmediata. Meses después, el poeta fue objeto de un homenaje de desagravio en Pereira que encabezara el médico Santiago Londoño Londoño y al que se sumaron el excanciller Vásquez Carrizosa y el entonces obispo Darío Castrillón Hoyos.
Rehabilitado discretamente por el Partido Comunista, se mantuvo en sus filas hasta el día de su muerte en junio de 1990. En 1983 la Unión Soviética le concedió el Premio Lenin de la Paz.
Estuvo 37 veces preso por su militancia en el Partido Comunista Colombiano.
Desde 2016, un poema de su autoría alusivo a la palma de cera aparece en el billete de 100.000 pesos colombianos:

“A la palma del Quindío
Le conté mi sueño un día,

Era la palma, era,

Era la palma de cera,

La palmera,

La palma del sueño mío.

Cohete que sube al cielo y estalla en el estrellío

Y cuando pasan los vientos

La palma se vuelve al río…

Oid el río del aire,

El río…, la palma del niño mío.

Aquí la palpo guardada

Aquí en el pecho,

Al lado izquierdo del alma

En donde llevo el Quindío”.
Luis Vidales

## Obras publicadas

### Poesía
- Suenan timbres (1926).
- La Obreriada (1978).
- Poemas del abominable hombre del Barrio Las Nieves (1985).
- Antología poética (1985).
- El libro de los fantasmas (1986).
- Cuadrito en movimiento (1987)

### Ensayo
- Tratado de estética (1945).
- La insurrección desplomada (1948).
- La circunstancia social en el arte (1973).